# Tupolev Tu-75
Tupolev Tu-75 là một biến thể vận tải quân sự của loại máy bay ném bom Tu-4 của Liên Xô. Giống như biến thể chở khách Tu-70, cả Tu-70 và Tu-75 đều có khung thân thiết kế mới.

## Tính năng kỹ chiến thuật
Dữ liệu lấy từ Gunston 
Đặc điểm tổng quát
- Kíp lái: 6
- Chiều dài: 35,1 m (116 ft 10 in)
- Sải cánh: 43,83 m (145 ft 2⅛ in)
- Chiều cao: 9,05 m (29 ft 8¼ in)
- Diện tích cánh: 167,2 m² (1800 ft²)
- Trọng lượng rỗng: 37.810 kg (83.355 lb)
- Trọng lượng có tải: 56.660 kg (124.912 lb)
- Trọng tải có ích: 12.000 kg (26.455 lb)
- Trọng lượng cất cánh tối đa: 65.400 kg (144.180 lb)
- Động cơ: 4 × Shvetsov ASh-73TKFN, 1976 kW (2650 hp)  mỗi chiếc

 Hiệu suất bay 
- Vận tốc cực đại: 545 km/h (339 mph)
- Vận tốc hành trình: km/h (knots, mph)
- Vận tốc tắt ngưỡng: km/h (knots, mph)
- Tầm bay: 4140 km (2573 mi)
- Trần bay: 9500 m (31.170 ft)
- Vận tốc lên cao: m/s (ft/phút)
- Tải trên cánh: kg/m² (lb/ft²)
- Công suất/trọng lượng: W/kg (hp/lb)

Trang bị vũ khí

7 x pháo 20 mm Berezin B-20